# Popoluca de Oluta
El oluteco o popoluca de Oluta es una lengua mixe-zoque de la rama mixe hablada por unas 30 personas en Oluta, en el estado mexicano de Veracruz.

## Descripción lingüística

### Gramática
El oluteco es una lengua ergativa y con marcaje de núcleo. Al igual que en otras lenguas mixe-zoques, la morfología verbal hace distinción entre las oraciones principales y las oraciones subordinadas presentado marcas de aspecto y persona gramatical diferentes según el verbo esté en una la oración principal o en una oración subordinada.